# Frankenstein o El moderno Prometeo
El moderno Prometeo, o simplemente Frankenstein (título original en inglés: Frankenstein; or, The Modern Prometheus), es una obra literaria de la escritora inglesa Mary Shelley. Publicado el 1 de enero de 1818 y enmarcado en la tradición de la novela gótica, el texto habla de temas tales como la moral científica, la creación y destrucción de vida y el atrevimiento de la humanidad en su relación con Dios. De ahí, el subtítulo de la obra: el protagonista intenta rivalizar en poder con Dios, como una suerte de Prometeo moderno que arrebata el fuego sagrado de la vida a la divinidad. Aunque Frankenstein está impregnado de elementos de la novela gótica y el movimiento romántico, el escritor y editor de ciencia ficción Brian Aldiss ha argumentado que debería considerarse la primera historia verdadera de ciencia ficción. Sin embargo, Carl Sagan e Isaac Asimov coinciden en que Somnium (1634) de Johannes Kepler es el primer relato de ciencia ficción como tal.

## Génesis
Durante el verano boreal de 1816, el año sin verano, el hemisferio norte soportó un largo y frío «invierno volcánico» debido a la erupción del volcán Tambora. Durante este terrible año, Mary Shelley y su marido Percy Bysshe Shelley hicieron una visita a su amigo Lord Byron que entonces residía en Villa Diodati, Suiza. Después de leer una antología alemana de historias de fantasmas, Byron retó a los Shelley y a su médico personal John Polidori a componer, cada uno, una historia de terror. De los cuatro, solo Polidori completó la historia, pero Mary concibió una idea: esa idea fue el germen de la que es considerada la primera historia moderna de ciencia ficción y una excelente novela de terror gótico. Pocos días después tuvo una pesadilla o ensoñación y escribió lo que sería el cuarto capítulo del libro. Se basó en las conversaciones que mantenían con frecuencia Polidori y Percy Shelley respecto de las nuevas investigaciones de Luigi Galvani y de Erasmus Darwin que trataban sobre el poder de la electricidad para revivir cuerpos ya inertes, descubriéndolo con lo que se conoce como experimentos galvánicos.
También es interesante señalar que Byron se las arregló para escribir un fragmento basado en las leyendas sobre vampiros que había oído durante sus viajes a través de los Balcanes. Polidori utilizó este fragmento para crear la novela El vampiro en 1819, que es también la primera referencia literaria de este subgénero del terror. Así que, en cierta manera, los temas de Frankenstein y el vampiro fueron creados más o menos en la misma circunstancia.
Para la consecución final de su obra Mary recurrió a Percy para que le ayudara en sus errores gramaticales y en la fluidez del texto en 1817, en su estancia en Marlow. En 1831 Mary reescribió la obra entera, algo que ya tenía pensado desde 1818.

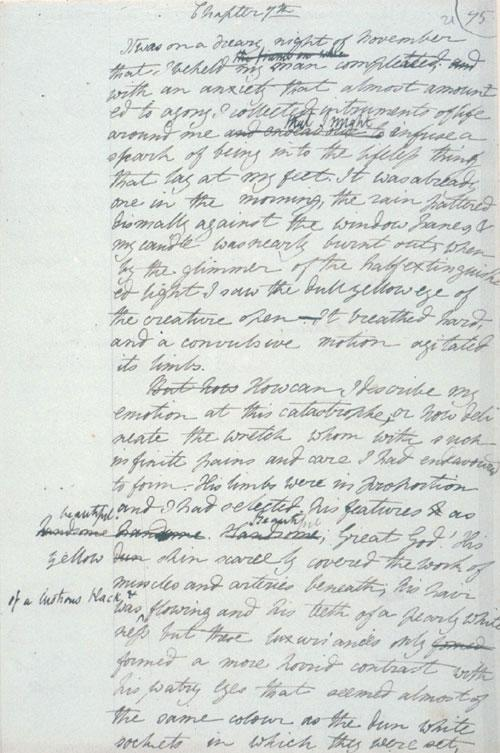
Borrador de Frankenstein.

Gracias al manuscrito original encontrado en la Biblioteca Bodleiana de la Universidad de Oxford en el Reino Unido, se pudo realizar la edición de la obra original, sin intervención de Percy Shelley, al que por otra parte habría que reconocer la coautoría de la edición de 1818. Por tanto tenemos tres ediciones de la obra: la original de 1817, la modificada de 1818 con la ayuda de Percy Shelley, y la reescrita en 1831. La edición original se muestra más descarnada y dura.
Poco después de Frankenstein hubo varios relatos que utilizaban la inmortalidad como argumento, como el relato vampírico titulado El esqueleto del Conde o La amante vampiro, en donde el Conde revive a una fallecida muchacha utilizando la electricidad. Esta obra fue realizada por Elizabeth Caroline Grey, según investigaciones de Peter Haining.
Respecto del personaje del doctor Frankenstein cabe señalar que una referencia fue el científico amateur Andrew Crosse. Mary Shelley conocía las actividades de Crosse, contemporáneo suyo, a través de un amigo común, el poeta lakista Robert Southey. Andrew Crosse solía experimentar con cadáveres y electricidad (en aquel entonces una energía apenas estudiada y rodeada de un halo de misterio y omnipotencia). El 28 de diciembre de 1814 Mary asistió, junto a su esposo, a una conferencia del extravagante científico. En ella lo conoció en persona y extrajo muchos datos acerca de la forma en la que afirmaba crear vida a partir de la electricidad. En 1807, Crosse había empezado el experimento de creación de vida a partir de «electro-cristalización» de materia inanimada. El mismo año afirmó haber creado pequeñas criaturas en forma de insectos que lograban andar y desenvolverse por sí mismas: «el insecto perfecto, de pie sobre unas pocas cerdas que formaban su cola». El científico nunca llegó a explicar el supuesto fenómeno como así reconocería más adelante. En 1807 había consenso científico respecto a descartar la generación espontánea como origen de la vida, si bien la esterilización de las muestras no era una práctica extendida ni seguramente conocida por un experimentador sin formación. Muy probablemente Crosse solo criara pequeños insectos a partir de huevos depositados en su «materia inanimada».
La dura oposición a Crosse no solo fue científica, sino religiosa, y optó por retirarse a la soledad de su mansión de Fyne Court. Los estamentos eclesiásticos consideraron a Crosse un ser endemoniado. Se llegó al extremo de que el reverendo Philip Smith tuvo que celebrar una serie de exorcismos en todas las propiedades de Andrew Crosse, en sus equipos de trabajo y sobre su propia persona. Crosse se volvió huraño y desconfiado, aunque continuó investigando. Sin embargo el 26 de mayo de 1855 tuvo un ataque de parálisis del que nunca se recuperó. El 6 de julio del mismo año falleció. La mansión de Fyne Court fue pasto de las llamas, y con ellas se fueron el laboratorio y los archivos del hombre que afirmó haber creado vida.

## Argumento

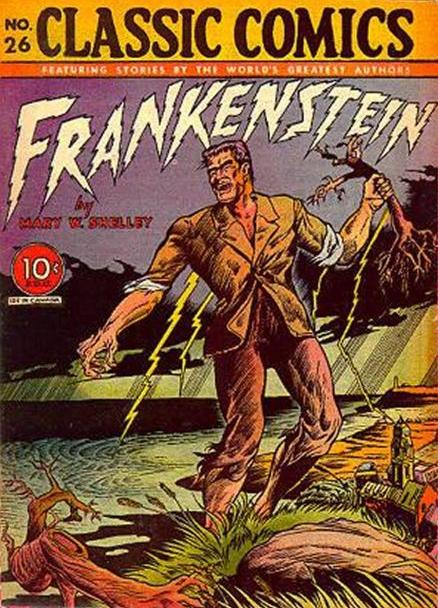
Portada de Classic Comics.

La novela narra la historia de Víctor Frankenstein, un estudiante de ciencias naturales de la universidad de Ingolstadt que consigue dar vida a un ser de apariencia humana pero de dos metros y medio de altura y aspecto repulsivo. El monstruo, de cuya creación no se dan detalles, carece de nombre y es referido como "ser demoníaco", "engendro", "criatura" u "horrendo huésped".
Víctor Frankenstein comprende en ese momento el horror que ha creado, rechaza con espanto el resultado de su experimento y huye de su laboratorio. Al volver, el monstruo ha desaparecido y él cree que todo ha concluido. Pero la sombra de su pecado le persigue: el monstruo, tras huir del laboratorio, siente el rechazo de la humanidad y se despierta en él el odio y la sed de venganza. Tras un período de convalecencia debido al exceso de trabajo, y después de enterarse del asesinato de su hermano menor William, Víctor regresa a su Ginebra natal con su familia y su prometida, solo para descubrir que detrás del crimen está el furor de la criatura que él ha traído a la vida. La culpa de Víctor se hace mayor cuando permite que una sirvienta de la familia —Justine Moritz— sea condenada a muerte y ejecutada, acusada del crimen.
Víctor decide ir a la montaña para recuperar su decaído ánimo. Cerca del Montblanc se encuentra de nuevo con el monstruo. Este le cuenta cómo inicialmente era bondadoso e inocente: su único objetivo vital era amar y ser amado, e incluso seguía de forma consecuente una dieta vegetariana. Aprendió a hablar espiando secretamente a una familia a la que ofrecía pequeños regalos de forma anónima, pero la familia le rechazó al descubrir su aspecto físico, rechazo que se repitió ante cada encuentro con seres humanos. El monstruo admite el asesinato de William y la tergiversación de las pruebas que dan lugar a la condena de Justine, pues responsabiliza a Víctor, su creador, de negarle la oportunidad de ser feliz. La criatura le pide entonces que complete su obra y cree una compañera para él, a cambio de lo cual promete exiliarse a tierras lejanas.
Su discurso y sus motivos son tan elocuentes que Víctor accede a la petición y promete crearle una compañera. En una isla de Escocia establece un nuevo laboratorio. Allí comienza de nuevo a experimentar. Pero sus remordimientos son fuertes y al final decide destruir la segunda creación antes de llegar a darle vida. Entonces el monstruo, que sigue de cerca los trabajos de Víctor, jura vengarse. Esta venganza tomará forma con el asesinato de su mejor amigo Henry y después, con el asesinato de Elizabeth, la prometida de Víctor, en la noche de bodas de ambos. A causa de todas estas muertes en su familia, el padre de Víctor, Alphonse, muere víctima de la más profunda tristeza.
Decidido finalmente a terminar con su creación, Víctor persigue a la criatura hasta el confín del mundo, camino al Polo Norte. Víctor termina por desfallecer a causa del clima helado y el agotamiento, y se encuentra con un barco que se dirige al Polo Norte y lo recoge entre los hielos del Ártico. Recibe auxilio de la tripulación, se hace amigo del capitán Robert Walton y le cuenta toda su terrible historia. Pero a los pocos días muere sin haber logrado su deseo de acabar con el monstruo.
La novela termina con la criatura, abrumada por los remordimientos, abordando el barco y prometiendo al capitán que pondrá fin a su miserable existencia:

«No tema usted, no cometeré más crímenes. Mi tarea ha terminado. Ni su vida ni la de ningún otro ser humano son necesarias ya para que se cumpla lo que debe cumplirse. Bastará con una sola existencia: la mía. Y no tardaré en efectuar esta inmolación. Dejaré su navío, tomaré el trineo que me ha conducido hasta aquí y me dirigiré al más alejado y septentrional lugar del hemisferio; allí recogeré todo cuanto pueda arder para construir una pira en la que pueda consumirse mi mísero cuerpo».

La novela es narrada a través del diario del navegante Robert Walton durante su comunicación epistolar con su hermana Margaret de Saville. Después la historia pasa a ser el relato del Doctor Víctor Frankenstein y más adelante prosigue el diario de Robert Walton.

## Temática
La novela se subtitula El moderno Prometeo, sugiriendo de esta manera la principal fuente de su inspiración. Una de las obras favoritas de Byron era la obra teatral de Esquilo, y el propio Percy Shelley escribió sobre el tema. Prometeo también se presenta a veces como el escultor de la humanidad, un titán que, según explicaría esta leyenda, creó al hombre a partir de la arcilla. La novela no es una simple reescritura del mito clásico, ya que, a diferencia del titán, el moderno Prometeo no es castigado por los dioses, sino por su propia creación. En cierto sentido, el de Prometeo es otra elaboración del mito de diferenciación entre la humanidad y la naturaleza, por el conocimiento y la técnica, y el castigo que ello conlleva, y tiene conexiones con la idea bíblica del demonio. La descripción de la criatura realizada por Mary Shelley se nutre directamente del personaje de Satán en "El paraíso perdido" de John Milton (uno de los hitos en la historia de la literatura británica, muy valorado por los intelectuales de principios del siglo XVIII). 	 
En cierta forma Frankenstein es una alegoría de la perversión que puede traer el desarrollo científico; concebido y escrito durante las fases tempranas de la revolución industrial, una época de cambios dramáticos, detrás de los experimentos de Víctor Frankenstein está la búsqueda del poder divino: ¿qué mayor poder que el propio acto de creación de la vida? Así, el total desprecio que muestra Frankenstein por la naturaleza puede ser considerado como símbolo de las fuerzas imperiosas que desata el permisivo capitalismo naciente, que no respeta la dignidad básica del ser humano. De hecho, la rebelión de la criatura contra su creador es un claro mensaje del castigo que deriva del uso irresponsable de la tecnología, siendo el mal solo una consecuencia imprevista de este uso.
Otra lectura del texto descubre en él una alegoría del embarazo y de los miedos frecuentes que las mujeres tenían en tiempos de Shelley de que el nacimiento acarrease consecuencias fatales para la madre o para los fetos prematuros. Esta interpretación se sustenta en el hecho de que Mary Shelley había tenido un parto prematuro poco antes del verano de 1816. Así, al igual que Mary, Víctor estaría obsesionado por la idea de que la criatura escapara a su control y pudiera ejercer el libre albedrío en un mundo que le afectaría de una u otra manera. Se argumenta a favor de este análisis que el personaje de Víctor teme, durante gran parte de la novela, que la criatura pueda destruirle asesinando a todos los que él más quiere y aprecia. 	 
El nombre de Frankenstein probablemente alude al pueblo del mismo nombre (entonces alemán, hoy en Polonia), donde se extraía plata y oro con nuevos procedimientos químicos que comportaron importantes problemas de salud. Otra teoría sostiene que refiere a un castillo cercano a Darmstadt, donde un notorio alquimista, llamado Johann Conrad Dippel, hizo algunos experimentos con cuerpos humanos. Mary Shelley habría conocido el castillo durante su viaje a Suiza.
La elección de la Universidad de la ciudad bávara de Ingolstadt como escenario de los experimentos de Víctor Frankenstein bien puede responder a la fama que tenía su departamento de medicina alrededor de 1800, año en el que fue cerrado. Por otra parte, era una idea corriente que la humanidad podía llegar a insuflar la chispa de la vida en la materia muerta.

## Bibliografía

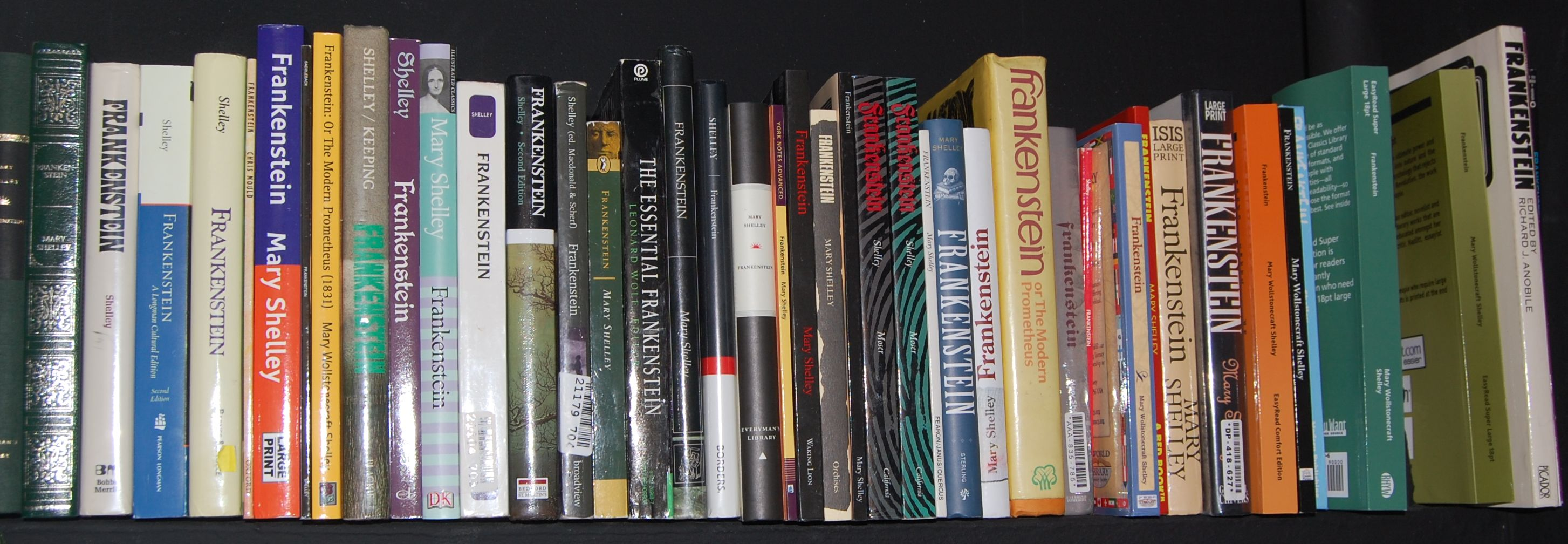
Ejemplares de varias ediciones de Frankenstein, mostradas juntas en la galería Ikon de Birmingham como parte de una exposición artística titulada "This Monster This Things".